# یوجی کاجیکاوا
یوجی کاجیکاوا (انگلیسی: Yuji Kajikawa؛ زادهٔ ۲۶ ژوئیهٔ ۱۹۹۱) بازیکن فوتبال اهل ژاپن است.